# 기무라 유다이
기무라 유다이(일본어: 木村 勇大, 2001년 2월 28일~)는 일본의 축구 선수이다.

## 구단 경력
그는 2022년 J1리그의 교토 상가 FC에 입단했다. 2023년 8월 J2리그의 츠바이겐 가나자와로 이적했다. 2024년 J1리그의 도쿄 베르디로 이적했다.